# Arawana
Arawana – rodzaj chrząszczy z rodziny biedronkowatych i podrodziny Coccinellinae. Obejmuje trzy opisane gatunki.

## Taksonomia
Takson ten wprowadzony został w 1908 roku przez Charlesa Williama Lenga w randze podrodzaju Exochomus (Arawana) w obrębie rodzaju Exochomus. Gatunkiem typowym wyznaczony został Exochomus arizonicus, opisany w 1899 roku przez Thomasa Lincolna Caseya. W 1920 roku Leng wyniósł ów podrodzaj do rangi osobnego rodzaju. W 1932 roku Richard Korschefsky obniżył mu rangę do podrodzaju w obrębie rodzaju Chilocorus. W 1965 roku powtórnie do rangi osobnego rodzaju wyniósł go Edward Albert Chapin.
Do rodzaju tego zalicza się trzy opisane gatunki:
- Arawana arizonica (Casey, 1899)
- Arawana cubensis (Dimmock, 1906)
- Arawana scapularis (Gorham, 1894)

## Morfologia
Chrząszcze o ciele szeroko-owalnym, niemal okrągłym w zarysie, silnie wysklepionym, długości między 3 a 5 mm i szerokości między 3 a 4 mm. Wierzch ciała jest nieowłosiony, gładki. Barwa wierzchu ciała jest smolista do czarnej, czasem z połyskiem niebieskawym lub zielonkawym. Na pokrywach znajduje się wzór z pomarańczowych lub czerwonych plam. Czułki buduje dziesięć członów, z których trzy ostatnie formują buławkę. Głaszczki szczękowe mają człon ostatni silnie siekierowaty, o ukośnej krawędzi wierzchołkowej. Podgięcia pokryw mają dołki, w które w pozycji spoczynkowej wchodzą wierzchołki ud. Odnóża przedniej pary mają golenie z krawędzią wewnętrzną przedłużoną w cienki kil. Golenie par środkowej i tylnej zwieńczone są ostrogami wierzchołkowymi. Pseudotrójczłonowe stopy mają silnie, gwałtownie zakrzywione pazurki z trójkątnym zębem nasadowym. Przedpiersie wypuszcza ku przodowi szeroki i na wierzchołkowym brzegu ścięty płat. U obu płci występuje pięć widocznych sternitów odwłoka (wentrytów), z których pierwszy ma niemal kompletne linie udowe. Genitalia samca charakteryzują się lancetowatym płatem nasadowym edeagusa oraz palcowatym wyrostkiem wierzchołkowym na paramerze. Narządy rozrodcze samicy odznaczają się cienkim odcinkiem przewodu nasiennego krótszym niż jego odcinek grubszy oraz Y-kształtnym infundibulum.

## Rozprzestrzenienie
Rodzaj północnoamerykański, głównie neotropikalny, znany z Kostaryki, Nikaragui, Meksyku, Kuby oraz Arizony w południowej części Stanów Zjednoczonych.